# Жульєн Сорель
Жульєн Сорель (фр. Julien Sorel)  — головний герой роману Стендаля «Червоне і Чорне», який був виданий у 1830 році.

## Про роман
Цей роман називають соціально-психологічним або романом-хронікою, він написаний в традиціях реалізму. У творі розповідається історія життя сина теслі з невеликого французького містечка. Автор описує боротьбу талановитої людини та реальності, протистояння соціуму та тісні зв'язки в ньому. Роман складається з двох частин.

## Життєпис
Жульєн Сорель — син бідного теслі з Вер'єра, любить читати, але батьку дуже не подобалася ця його звичка, він не любив свою родину, тож за першої можливості йде як гувернер до тамтешнього мера Де-Реналя. Пан Де-Реналь має жінку та трьох дітей. Дружина — пані Де-Реналь — була здивована побачити талановитого, освіченого і гарного юнака з чудовим знанням латини. Згодом молода жінка закохалася в нього і стала коханкою Жульєна.
Коли постає ризик викриття їхніх відносин, Сорель їде до духовної семінарії у Безансон. Він швидко всьому вчиться, і тому його не люблять інші семінаристи, там він обирає собі наставника Абата Пірара, той бачить в ньому талант. У Абата був знайомий в Парижі — Маркіз Де-Ла-Моль, коли він дізнався про його потребу в секретарі, то порадив Жульєна, тоді Сорель перебрався до Парижу.
Весь цей час його хитрість та лицемірство допомагало йому досягти його цілей — самоствердитися і збудувати кар'єру. Тепер він — престижний секретар у Парижі. У Маркіза Де-Ла-Моля є дружина і двоє дітей. У головного героя починається бурхливе кохання з Матильдою Де-Ла-Моль, вони долають багато суперечностей та складнощів. Коли Маркіз дізнався про це, то дозволяє їм одружитися, робить Сореля поручиком у гусарському полку. Жульєн досяг своєї мети.
Все повертається проти нього в один день, коли пані Де-Реналь під впливом священника пише лист, в якому викриває всі темні сторони Жульєна. Все зруйновано… Він їде до провінції, купує пістолети і прямує до церкви, де знаходиться його колишня кохана. Він стріляє в неї двічі, проте куля потрапила їй в плече, і вона залишилася живою, його замикають до в'язниці. Пані Де-Реналь одразу його пробачила і благала всіх суддів, щоб вони змилувалися над ним, але герой не бажає цього, він хоче піти з життя гідно. У тюрмі він плаче та роздумує над своїм життям, ось і можна побачити справжнього і природного Жульєна Сореля. До нього приходить пані Де-Реналь і вони плачуть разом, тільки тоді він розуміє, що це — кохання всього його життя.
Відбувається його страта, йому відрубали голову. Він хотів, щоб його дитина від Матильди Де-Ла-Моль залишилася у пані Де-Реналь. Після його страти Матильда забирає його голову, як Королева Маргарита. А його любов, тобто пані Де-Реналь, помирає через три дні, обіймаючи своїх дітей.

## Характеристика
Протягом твору в душі Жульєна борються його природна і лицемірна частини. Він сам вирішує, чи показувати іншим свою любов, заплутується в собі. Він то лицемірить, то соромиться, не боїться своїх невдач, стрімко досягає цілей. Незважаючи на його негативні риси, він уміє щиро кохати, належно поводиться у вищому суспільстві та захоплюється Наполеоном. Сорель сміливий, наполегливий, іноді його почуття переважають над розумом. У нього дуже розвинуте почуття власної гідності, через це йому здається, що всім хочеться його образити та підставити. Головний герой цього твору — це символ боротьби із самим собою, зі світом, протистояння червоного і чорного.